# Spangereid
Spangereid est un village et une ancienne commune norvégienne qui fait aujourd'hui partie de la commune de Lindesnes dans le Comté d'Agder. Spangereid est situé le long de la route 460 entre Vigeland et le phare de Lindesnes. Le bureau de statistique de Norvège appelle le village Høllen qui était le nom du centre administratif de l'ancienne commune de Spangereid et qui se trouve à environ 17 kilomètres au sud-ouest de Vigeland. Au 1er janvier 2019, le village comptait 654 habitants.
En 1837  Spangereid faisait partie de Audnedal (Undal) avec Konsmo, Valle et Vigmostad. Spangereid a une des plus anciennes églises de Norvège.

## Géographie

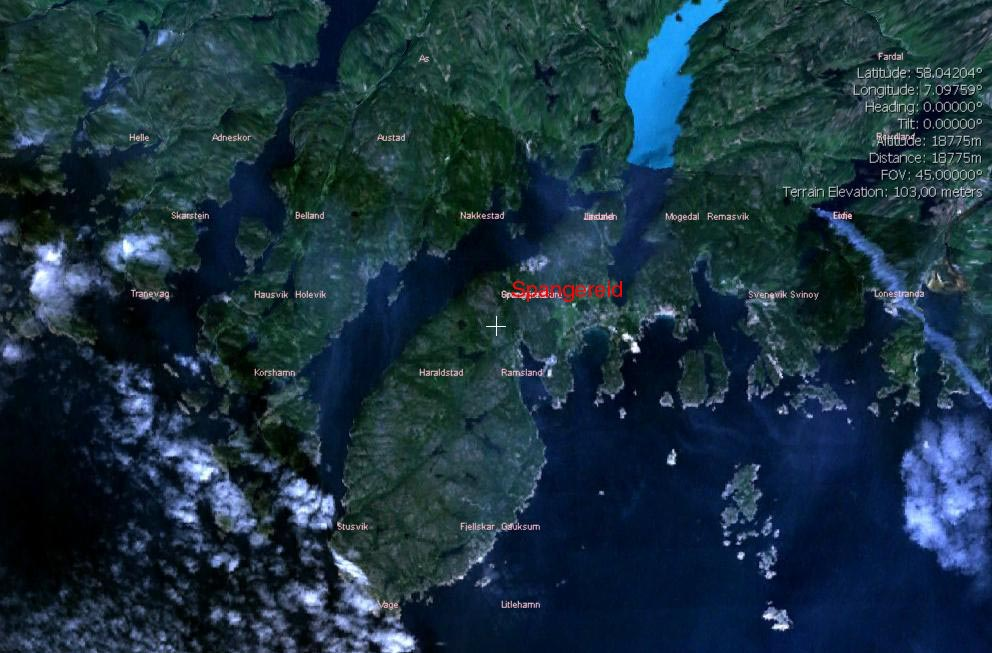
Spangereid, photo satellite.

Le Canal de Spangereid passe à travers l'isthme de Spangereid, de Båly à Lenefjorden. Le canal a été inauguré à l'été 2007.

## Histoire

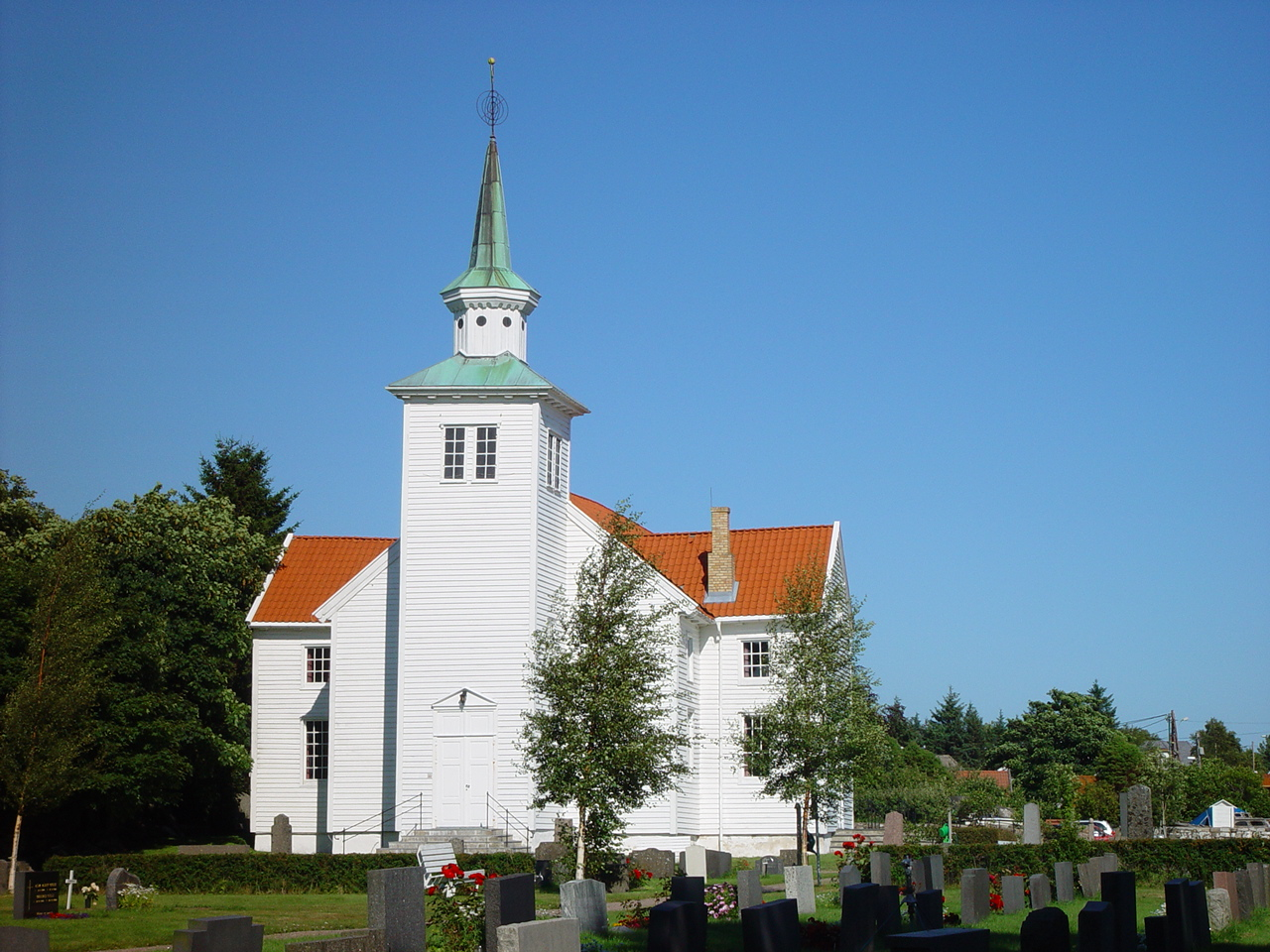
Église de Spangereid

Spangereid est habité depuis les temps les plus reculés, et fut durant un temps siège de pouvoir. on compte plusieurs marques de vestige de l'âge du fer dans le village dont un canal. Le canal actuel n'est pas le premier, il y en existait déjà un à l'époque des vikings. Ceci pour éviter de passer le phare de Lindesnes. Il y a aussi un certain nombre de tumulus des rois et de l'âge des vikings.
En 1844 , Audnedal a été divisée en deux.  Spangereid et Valle ont été réunis dans la commune de Sør-Audnedall. Cette commune a été de nouveau divisé en 1897. Valle est resté dans Sør-Audnedal tandis que Spangereid s'émancipait pour devenir une commune à part entière jusqu'en 1964. Le 1. Janvier 1965 la majeure partie de la commune a été fusionnée avec Sør-Audnedal et Vigmostad pour donner naissance à la commune de Lindesnes. La partie de la commune se trouvant à l'ouest de Lenefjorden a été fusionnée à la commune de Lyngdal.
En 2020, Mandal a été intégré à la nouvelle commune de Lindesnes.